# Rhuthun
Rhuthun (anglès: Ruthin) és la capital del comtat de Denbighshire, al nord de Gal·les al Regne Unit. Es troba en un pujol a la zona meridional de la vall de Clwyd. Al cens del 2001 es va registrar una població de 5.218 habitants
El nom 'Ruthin' ve de les paraules gal·leses rhudd (vermell) i din (fortificació), i es refereix al color de la 'nova sorra vermella' usual a la zona, amb la qual es va construir el castell entre el 1277 i el 1284. El nom original del castell era Castell Coch yng Ngwern-fôr (castell vermell en el pantà marí).
Les primeres còpies de l'himne nacional, Hen Wlad Fy Nhadau, van ser impreses en la localitat, en un comerç de la Well Street.